# Adıyaman (tỉnh)
Adıyaman là một tỉnh ở trung-nam Thổ Nhĩ Kỳ. Tỉnh này được lập năm 1954 từ một phần của tỉnh Malatya. Diện tích tỉnh này là 7.614 km². Dân số năm 2006 ước khoảng 677.518 người, còn theo điều tra dân số năm 2000 thì dân số là 623.811, năm 1990 là 513.131 người 1990. Tỉnh lỵ là Adıyaman.
Khu vực này có dân sinh sống từ rất sớm với nhiều nền văn minh. Nemrud Dağı là nơi có nhiều tượng do Antiochus Theos, vua Commagene cho xây dựng.

## Các huyện
Tỉnh Adıyaman được chia thành 9 huyện (tỉnh lỵ được bôi đậm):
- Adıyaman
- Besni
- Çelikhan
- Gerger
- Gölbaşı
- Kahta
- Samsat
- Sincik
- Tut